# Zakarias Zouhir
Zakarias Zouhir, född 10 juli 1976, är en svensk aktivist och före detta politiker (Vänsterpartiet). Han var länge ordförande för Sveriges största organisation för Afrosvenskarnas Riksförbund.

## Biografi
Zakarias Zouhir växte upp i stockholmsförorten Flemingsberg i Huddinge kommun. Han gick på samhällsvetenskapliga programmet på Huddingegymnasiet. Direkt därefter kom han in på KA1 i Vaxholm som amfibiesoldat och har varit aktiv i försvaret i många år. Efter sin värnplikt arbetade han ett antal år som ordningsvakt samtidigt som han åkte landet runt som föredragshållare i ämnen som rasism och unga i förorten. Han har även varit med i olika skrifter och böcker som publicerats i ämnet. Som 22-åring kom  Zouhir in på utbildningen till flygvärd för flygbolaget Britannia Airways. Han har under 11 år arbetat som flygvärd på några av Nordens största flygbolag. Senast flög han som kabinchef vid flygbolaget Primera Air, där han gick i bräschen för de svenska kabinanställdas rätt till ett kollektivavtal och satt med i förhandlingarna tillsammans med fackförbundet (Unionen) där man fick genom ett avtal.
Zouhir uppmärksammades i april 2012 då han krävde kulturminister Lena Adelsohn Liljeroths avgång efter att hon medverkat vid World Art Day och blivit ombedd skära upp en tårta formad som en svart Venus från Willendorf skapad och spelad av konstnären Makode Linde.